# 尾花沢市立玉野中学校
尾花沢市立玉野中学校（おばなざわしりつ たまのちゅうがっこう）とは、山形県尾花沢市にあった公立中学校である。

## 概要
尾花沢市の東部に位置し、学区内には銀山温泉も含まれている。

## 沿革
- 1947年（昭和22年）4月1日 - 玉野村立玉野中学校として開校[1]
- 1954年（昭和29年）10月1日 - 町村合併により尾花沢町立玉野中学校に改称
- 1959年（昭和34年）4月10日 - 市制施行により尾花沢市立玉野中学校に改称
- 2020年（令和2年）3月31日 - 閉校[2]。閉校後は尾花沢中学校への通学となる[2]。

## 学区
- 玉野小学校学区[3]

## 教育目標
- 清練（徳） - 豊かな心を持ち，協働できる生徒
- 修煉（知） - 自ら学び考え判断し，課題を解決できる生徒
- 鍛錬（体） - 体を鍛え，未来を切り開いていく生徒